# تاکائو اوکاوارا
تاکائو اوکاوارا (انگلیسی: Takao Okawara؛ زادهٔ ۲۰ دسامبر ۱۹۴۹) بازیگر، کارگردان فیلم، و فیلم‌نامه‌نویس اهل ژاپن است.